# فرد برودهرست
فرد برودهرست (انگلیسی: Fred Broadhurst; ۳۰ نوامبر ۱۸۸۸ – ۹ مهٔ ۱۹۵۳) بازیکن فوتبال اهل بریتانیا بود.
از باشگاه‌هایی که در آن بازی کرده‌است می‌توان به باشگاه فوتبال پرستون نورث اند، باشگاه فوتبال استوک‌پورت کانتی، باشگاه فوتبال بارو، باشگاه فوتبال چورلی، باشگاه فوتبال نلسون، و باشگاه فوتبال استالی‌بریج سلتیک اشاره کرد.